# 朝倉軌道
朝倉軌道（あさくらきどう）は、1908年（明治41年）から1940年（昭和15年）まで、福岡県朝倉郡を中心とした地域において軽便鉄道・乗合バス・貨物自動車による陸運業を行なっていた日本の企業である。中央軌道や両筑軌道といった周辺の鉄道会社を傘下に置くなどし、この地域の交通の中核にあった。
また、同社の本線格であった二日市町（現・筑紫野市） - 甘木町（現・朝倉市） - 杷木町（現・朝倉市）の鉄道路線のみを指す場合もある。

## 沿革

### 開業前史
1889年（明治22年）に九州で最初の鉄道となる九州鉄道が開業して以来、甘木まで鉄道路線を敷くことは何度も計画されてきた。原田駅 - 甘木の路線を計画した原田甘木間鉄道馬車（1891年）、山家 - 甘木 - 吉井の路線を計画した筑豊鉄道、太宰府 - 二日市 - 甘木 - 日田（後に吉井へ計画変更）の路線を計画した北筑鉄道（1896年。後に特許を博多湾鉄道へ譲渡）などである。しかし、九州で起きた金融恐慌の影響などもあり、いずれも実現しなかった。
このような頓挫を経て、1906年（明治39年）に甘木町の具島又二郎らによって計画されたのが朝倉軌道である。当初は鉄道馬車と同様に原田駅-甘木を計画していたが、ちょうど二日市 - 甘木間の県道（朝倉街道。現・国道386号）の整備が決まったため、この県道上に敷設することとし、二日市駅起点に計画変更された。
1908年（明治41年）12月14日、二日市 - 甘木間15.5 km が開業する。レールは24ポンド（11.9 kg）を使用し、二日市駅周辺以外はすべて県道上に敷設されていた。本社は現在の筑前町立三輪小学校付近に存在した。

### 発展期

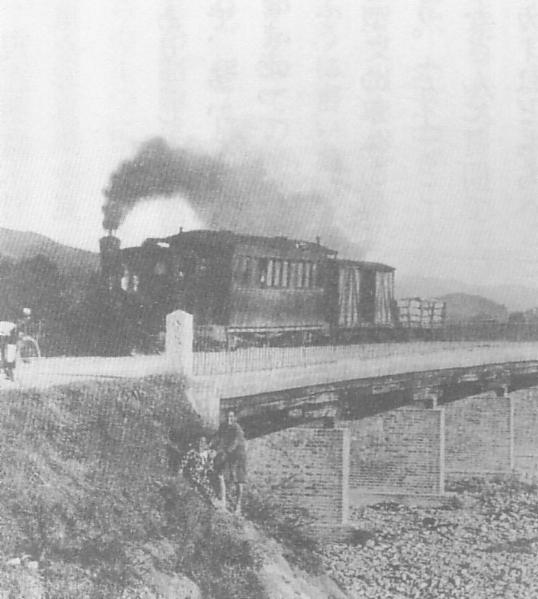
甘木川を渡る朝倉軌道の混合列車。なお、当時の軌道条例では「牽引できる客貨車は原則1両のみ」であったので、この写真のような編成は非合法であった。

当初は旅客輸送のみを行なっていたが、1909年（明治42年）2月から貨物輸送も開始。甘木絞りに使われる木綿や、特産品である木蝋の輸送が行なわれた。同年4月18日には開業式が行なわれ、この日は甘木町の家ごとに国旗が掲揚され、造花と祝灯で盛大に祝われたという。
開業後の成績は好調であったことから、同年12月には恵蘇宿までの延長を臨時株主総会で決議。翌年着工し、1911年（明治44年）10月23日に甘木 - 中町間6.5 km、12月19日に中町 - 菱野間3.0 km、1912年（明治45年）1月15日に菱野 - 恵蘇宿間2.0 kmを開業した。
1913年（大正2年）12月には、二日市から堅粕村大字犬飼（現・福岡市博多区）まで福岡街道（現・国道3号）上に15.3 kmの延長を出願するも、これは鹿児島本線と並行するため却下された。そして、これ以降も路線拡張の計画は進み、1916年（大正5年）4月14日には恵蘇宿から原鶴を経由して杷木に至る7.5 km、1917年（大正6年）11月10日には山田から吉井町小塚まで2.6 kmの特許をそれぞれ取得している。前者は第一次世界大戦の影響で建設が遅れながらも1922年（大正11年）7月15日に開業したが、後者は筑後川に架橋できなかったため1926年（大正15年）に計画が廃止された。
この頃になると甘木周辺でも乗合バス事業者が出現するようになり、朝倉軌道においても1924年（大正13年）に自動車部を設立。森田自動車部を買収するなどし、甘木-二日市・甘木 - 杷木などのバス路線やトラック輸送の営業を開始した。
1928年（昭和3年）5月には、朝倉軌道と新町で接続していた中央軌道（1921年開業）が経営悪化により無許可で運行を休止した。朝倉軌道は無許可でこれを4万円で譲り受け、同年9月に朝倉軌道田代線（新町 - 上田代）として運行を再開した。この時が朝倉軌道の最盛期で、営業キロは44.9 km（朝倉軌道32.2 km・田代線12.7 km）を記録している。
1930年（昭和5年）になると、自動車部と周辺同業他社との競争が激化する。バス部門においては、赤塗自動車との競争が激しさを増し、バス本数を増便させた上、「開業25周年記念」として採算を度外視した運賃引き下げを行なった。この競争には仲裁が入り、翌1931年（昭和6年）に赤塗自動車と共同出資で新会社・甘木乗合自動車を設立することで事態が収拾した。なお、この甘木乗合自動車は2年後には朝倉軌道に吸収されている。また、貨物自動車部門においても、朝倉倉庫・共同運送という同業2社と三つ巴の競争が起こっており、同年、3社合同で朝倉合同運送という新会社が設立される運びとなった。これは後の戦時統合で日本通運に統合されている。
さらに同年3月には、新両筑軌道（旧・両筑軌道）甘木 - 秋月間を買収。社名を両筑軌道に戻した上で形式上は別会社として経営したが、実質的には朝倉軌道の支線として秋月 - 甘木 - 依井 - 田代というルートで本線・田代線と一貫の運転を行なっていた。なお、運輸委託等の手続きを一切行なっていない。

### 転換期
この頃になると、昭和恐慌に加え、乗客がバスに移るようになったこともあり、軌道線の状況は次第に厳しくなっていった。1930年（昭和5年）頃にはバスに対抗するため無認可で軌道線の運賃を3割引き下げており、このため旅客収入が半数近くまで減少した。これを補うため、客車を無許可で単端式ガソリンカーに改造し、スピードアップと運行コストの圧縮を図る。この自社製ガソリンカーは、1932年（昭和7年）頃に初めて導入され、1934年（昭和9年）には旅客列車の全てで使用されていたとみられるが、詳細は判明していない。通常、車両の改造を行なう際は、鉄道省監督局技術課に設計図などを含めた書類一式を提出して認可を得る必要があるが、朝倉軌道の場合は実態を全く反映していない極度に杜撰な書類であったためである。なお、車両については後述する。
1933年（昭和8年）2月16日には、水害を理由に田代線の上小郡 - 上田代間（全線中で最も業績が悪かった）の休止許可を得た。しかし、実際には既に無許可で運行休止していたとも推測されている。その上、休止直後に無許可で線路を撤去していた。ただし、道路上に敷設された軌道は、運行の有無に関係なく「軌条間およびその左右2尺（0.61 m）の管理と占有料支払の義務が生じる」ことから、当時は朝倉軌道に限らず無許可での線路撤去は珍しいことではなかった。
1934年（昭和9年）9月には、飛行隊-上小郡間を無許可で運行休止。これは当局に露見し「法規ヲ無視シタル不都合ノ行為」と県知事へ照会されたが、結局廃止申請が行なわれ、1936年（昭和11年）6月14日に廃止が許可された。なお、無許可での休止については不問とされた。

### 終焉
1935年（昭和10年）12月、太刀洗飛行場への輸送力増強などを目的に、基山 - 大刀洗 - 甘木を結ぶ鉄道省甘木線（現・甘木鉄道甘木線）の建設が正式に決定し、1937年（昭和12年）5月に着工した。甘木線が開業すると朝倉軌道の経営が大打撃を受けることは必至であったため、この頃から朝倉軌道は補償請求のための財産増加を図るようになり、貨客ともに輸送量が減っているにもかかわらず両筑産業（旧・両筑軌道。1936年に改称）から客車4両・貨車8両を購入（ただし車幅が認可最大幅を超えていた）したり、建設費の償却を停止したりするなどしている。また、甘木線の完全な並行路線となる田代線の残存部分では、飛行隊への貨物輸送のみを1日2回（時刻不定）行なうという形で細々と営業を継続していた。
1938年（昭和13年）には、バス事業を九州乗合自動車（1943年7月1日、西日本鉄道に合併）と両筑産業（東福岡交通を経て西日本鉄道に合併）へ譲渡し、再び鉄道専業となった。
そして、甘木線開業の4日前となる1939年（昭和14年）4月24日、朝倉軌道は「甘木線開通に伴う運輸営業廃止と補償」を申請。同年7月8日には休止を申請し、8月21日には全線が運行休止された。沿線住民からはこれに対して特に陳情などはなかった。そして、1940年（昭和15年）4月19日全線が廃止され、翌日に会社解散が認可される。こうして、朝倉軌道はその歴史を終えた。なお、翌1941年（昭和16年）7月16日に決定された補償金の交付額は、18万2353円50銭であった。これは申請していた金額よりも少ない物であり、朝倉軌道側の書類の不備を理由に、鉄道省側が並行区間を独自に決めたからであるとされている。
1930年頃からの朝倉軌道は、旅客収入がかつてに比べて半分程度まで落ちたにもかかわらず、赤字路線の切り捨てや車両の低コスト化など徹底した合理化で支出をそれ以上に削減することで利益を出し、最後まで無借金を貫く経営を行なっていた。これらをもって鉄道研究家の湯口徹は「底知れぬしたたかさを痛感する」と評している。

## 年表
- 1906年（明治39年）6月：具島又二郎ほか23名が「朝倉軌道敷設特許願」提出。
- 1907年（明治40年）3月28日：二日市 - 甘木間特許取得。
- 1908年（明治41年）12月14日：二日市 - 甘木間15.5 kmが開業。
- 1909年（明治42年）
  - 2月：貨物輸送を開始。
  - 4月18日：開業式が行なわれる。
  - 12月：恵蘇宿までの延長を決議。
- 1910年（明治43年）4月8日：甘木 - 恵蘇宿間特許取得。
- 1911年（明治44年）
  - 10月23日：甘木 - 中町間6.5 kmが開業。
  - 12月19日：中町 - 菱野間3.0 kmが開業。
- 1912年（明治45年）1月15日：菱野 - 恵蘇宿間2.0kmが開業。
- 1913年（大正2年）12月：二日市 - 犬飼間を出願。
- 1916年（大正5年）4月14日：恵蘇宿 - 杷木間特許取得。
- 1917年（大正6年）11月10日：山田 - 小塚間特許取得。
- 1922年（大正11年）7月15日：恵蘇宿 - 杷木間5.2 kmが開業。
- 1924年（大正13年）：自動車部設立。森田自動車部を買収。
- 1926年（大正15年）：山田 - 小塚間の起業廃止。
- 1928年（昭和3年）9月12日：福岡県知事へ旧中央軌道の肩代わり運行を報告。
- 1929年（昭和4年）1月11日：形式上の田代線運転開始日。
- 1931年（昭和6年）
  - 赤塗自動車と共同出資で甘木乗合自動車を設立。朝倉倉庫・共同運送と合同で朝倉合同運送を設立。
  - 3月：新両筑軌道を買収。
- 1933年（昭和8年）
  - 甘木乗合自動車を吸収。
  - 2月16日：水害を理由に田代線上小郡 - 上田代間休止許可。
- 1934年（昭和9年）9月：田代線飛行隊 - 上小郡間運行休止。
- 1937年（昭和12年）
  - 7月20日：飛行隊 - 上田代間が正式に廃止。
  - 8月30日：ガソリン機関車の認可を申請。
- 1938年（昭和13年）
  - バス事業を両筑産業と九州乗合自動車へ譲渡。
  - 1月11日：瓦斯倫動力併用認可。
- 1939年（昭和14年）
  - 4月24日：甘木線開通に伴う運輸営業廃止と補償を申請。
  - 7月8日：休止を申請。
  - 8月7日：休止許可。
  - 8月21日：全線運行休止。
- 1940年（昭和15年）
  - 4月12日：廃止許可。
  - 4月19日：鉄道全線廃止。
  - 4月20日：会社解散認可。
- 1941年（昭和16年）7月16日：補償金18万2353円50銭の交付が決定。

## 輸送・収支実績
| 年度               | 輸送人員（人） | 貨物量（トン） | 収入（円） | 支出（円） | 利益（円） |
| ------------------ | -------------- | -------------- | ---------- | ---------- | ---------- |
| 1908年（明治41年） | 64,793         | 366個          | 14,559     | 6,449      | 8,110      |
| 1909年（明治42年） | 224,758        | 8,646個        | 41,582     | 25,960     | 15,622     |
| 1910年（明治43年） | 246,097        | 15,875         | 48,948     | 26,010     | 22,938     |
| 1911年（明治44年） | 311,779        | 15,772         | 55,823     | 31,656     | 24,167     |
| 1912年（大正元年） | 474,225        | 20,371         | 79,085     | 49,555     | 29,530     |
| 1913年（大正2年）  | 490,880        | 27,763         | 84,206     | 52,122     | 32,084     |
| 1914年（大正3年）  | 436,753        | 27,577         | 78,317     | 44,498     | 33,819     |
| 1915年（大正4年）  | 472,800        | 28,782         | 74,907     | 46,906     | 28,001     |
| 1916年（大正5年）  | 603,058        | 36,043         | 85,362     | 47,396     | 37,966     |
| 1917年（大正6年）  | 483,218        | 34,322         | 97,110     | 68,228     | 28,882     |
| 1918年（大正7年）  | 565,018        | 32,536         | 124,126    | 97,318     | 26,808     |
| 1919年（大正8年）  | 646,662        | 35,734         | 171,608    | 150,012    | 21,596     |
| 1920年（大正9年）  | 513,404        | 26,848         | 192,715    | 165,621    | 27,094     |
| 1921年（大正10年） | 591,082        | 42,619         | 197,928    | 143,770    | 54,158     |
| 1922年（大正11年） | 691,114        | 38,958         | 227,384    | 145,915    | 81,469     |
| 1923年（大正12年） | 752,161        | 41,337         | 248,895    | 152,553    | 96,342     |
| 1924年（大正13年） | 773,778        | 46,740         | 246,510    | 155,842    | 90,668     |
| 1925年（大正14年） | 790,351        | 57,417         | 238,944    | 155,215    | 83,729     |
| 1926年（昭和元年） | 813,872        | 55,758         | 220,927    | 161,337    | 59,590     |
| 1927年（昭和2年）  | 766,508        | 39,835         | 186,624    | 138,416    | 48,208     |
| 1928年（昭和3年）  | 783,492        | 39,037         | 193,931    | 150,381    | 43,550     |
| 1929年（昭和4年）  | 752,350        | 27,701         | 181,171    | 139,672    | 41,499     |
| 1930年（昭和5年）  | 613,273        | 26,585         | 141,924    | 117,531    | 24,393     |
| 1931年（昭和6年）  | 710,072        | 38,225         | 113,110    | 78,349     | 34,761     |
| 1932年（昭和7年）  | 764,059        | 17,050         | 105,895    | 64,342     | 41,553     |
| 1933年（昭和8年）  | 673,206        | 30,788         | 117,313    | 71,678     | 45,635     |
| 1934年（昭和9年）  | 669,325        | 27,698         | 119,330    | 74,093     | 45,237     |
| 1935年（昭和10年） | 514,561        | 24,042         | 105,477    | 57,312     | 48,165     |
| 1936年（昭和11年） | 423,154        | 27,080         | 109,097    | 46,133     | 62,964     |
| 1937年（昭和12年） | 371,977        | 25,276         | 92,578     | 59,980     | 32,598     |
| 1938年（昭和13年） | 340,616        | 19,249         | 95,646     | 56,950     | 38,696     |
| 1939年（昭和14年） | 84,571         | 2,065          | 19,372     | 36,697     | -17,325    |

1908年度（明治41年度）・1909年度（明治42年度）の貨物輸送量のみ単位は個。1915年（大正4年）までは鉄道院年報、1916年（大正5年） - 1920年（大正9年）は鉄道院鉄道統計資料、1921年（大正10年）以降は鉄道省鉄道統計資料に依る。

## 車両

### 客車・ガソリンカー

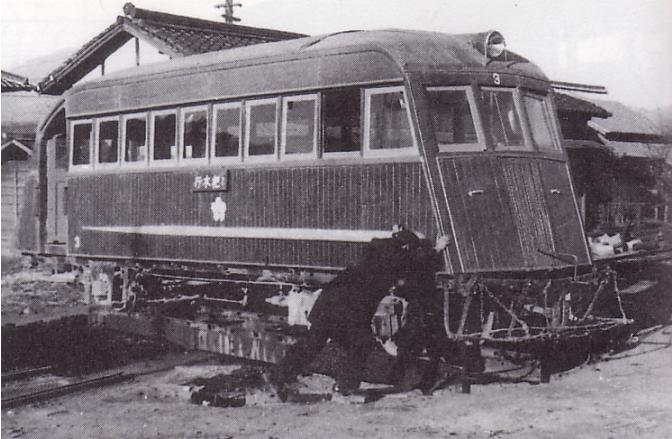
無許可で設置された転車台にて方向転換中の無許可改造車・朝倉軌道3。「両端とも流線型の木造単端式気動車」という特異さから、朝倉軌道の車両の中でも特に取り上げられる頻度が高く、同社を語る上で欠かせない車両となっている。前面にはラジエーターグリルとエンジン始動クランクが見える。杵屋栄二撮影（1939年、二日市）

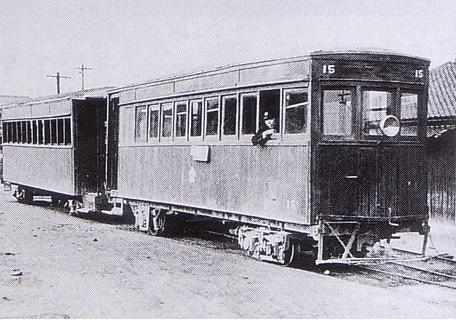
客車を牽引する朝倉軌道のガソリンカー。書類上は存在しないはずの「15」という車番が見え、素性不明。車軸はローラーベアリング化されている模様。杵屋栄二撮影（1939年、二日市）

開業当初はボギー式客車7両が存在した。以後は営業規模の拡大と共に両数が増え続け、1928年（昭和3年）には23両まで増加している。
その後、1933年（昭和8年）7月1日になって、客車8両を単端式ガソリンカーに改造する申請がなされた。日本において、私鉄が客車を気動車に改造した例は同時期（1930年代前半）の神中鉄道や頸城鉄道などでも見られたが、それらは前後進容易な両運転台構造を導入していた。従って一方向進行が基本の単端式気動車を新規導入することは既に時代錯誤であったが、敢えての導入は改造の簡易さが理由と考えられる。
ここで提出された設計書によれば、ガソリンカーはフォードA型エンジンを使用し、定員は40人、寸法は長さ8,540 mm×幅1,680 mm×高さ2,900 mmというスペックであったが、残されている車両写真には設計図と同型のものはなく、図面通りの車両が本当に作られていたのかすら不明である。
しかも、この申請は当局に認可されなかった。規定の様式で書かれていない、設計書と図面が食い違っている、設計自体に問題点がある（手ブレーキの一軸制動という、ブレーキ力が著しく弱いものであるなど）など、朝倉軌道の書類に問題点が多かったためであるが、中でも最大の問題であったのは、認可されている車両最大幅が1,676 mmであったにもかかわらず、設計図の車両幅は1,830 mmであったことである。
軌道の車両最大幅は、元々、敷設する道路（朝倉軌道の場合は県道）の幅を基にして設定されていた。都道府県道を管理するのは都道府県当局であり、そして、朝倉軌道が当局へ認可申請を行なうにあたっては、県（福岡県庁）を経由していた。県がここで車両最大幅の問題に目をつぶったとすれば、道が拡幅されていない（ = 認められる車両幅が大きくなっているはずがない）ということを分かっていながらこれを通したということになり、県当局自身の責任問題になってしまう。これでは認可される筈はない。
そもそも、新造ではなく既存客車の改造であるということは、最大幅が1,830 mmとなる客車が以前から存在していたということになる。この理由については、認可最大幅が朝倉軌道本線より大きかった中央軌道や両筑軌道で使われていた（そして、それら路線で使うことはできても本線で使うことは許されていなかった）車両が、本線で使用される車両に混ざったのではないかと推測されている。
なお、このような車両を朝倉軌道が申請した理由について湯口徹は、仕様書に「建具材ハ総テ欅材ヲ用ヒ（中略）優美ニ仕上ヲナス」（建築材はすべてケヤキ材を用い、優美に仕上げる）など「設計の審査に関係のないことばかりを延々と列挙」してあることや、実態がどうであれ書類上は「1,676 mm」と書いておけば認可を通ったはずなのにそれをしていないことから、「朝倉軌道車両担当者の話にならない頭の悪さと要領の悪さ、そのくせ無知、横着、強情」から、「当局が認可できない理由がまったく理解できなかったのではないか」と推測している。
しかし、認可が下りないことは朝倉軌道にとってさしたる問題ではなかった。そもそも、申請以前にガソリンカー2両が試作改造済みであったと推測されている会社であり、認可に関係なく客車のガソリンカーへの改造は次々と行なわれていった。
申請では8両すべてが同形ということになっているが、残された写真では1両ごとに形態・車幅・窓の数などが異なっており、実際はあり合わせの雑多な客車を元に、手当たり次第に改造が行なわれたものと考えられている。これらの車両については、正式な設計図などが存在していないが故に、詳細については判明していない部分も多いが、残された写真などから、片ボギーの単端式で、駆動部分はこれ以上ないほど簡易なものであったとみられている。後輪ボギーの単端式という形態は、日本はおろか世界的にも珍しいものであった。
このように法定の許認可制度を全く気にしない朝倉軌道に対し、当局は度々書類の督促を行なったが、返信がなかなか来なかったり、来たはいいが文面に必要事項が全く抜けていたりで、状況はほとんど進展しなかった。一方で朝倉軌道の現場では、一旦ガソリンカーに改造したものの再び客車に戻された（初期試作の2両など）ものや、代用燃料である木炭ガス発生炉を無認可で取り付けたものなども登場し、公文書上の記録と実態は乖離してゆくばかりであった。当局を相手に、ここまで杜撰さを貫き通した鉄軌道会社は、日本でも稀な存在であろう。
結局当局は、1923年（大正12年）以前からの車両については「調査資料不詳ニツキ會社届出ヲ正ト認メテ処理セリ」（調査資料不詳のため会社の届け出を正しいことと認めて処理する）とし、詳細な調査を諦め、1938年（昭和13年）1月11日にガソリンカーを認可した。申請から経過した時間は4年半であり、これは日本の鉄道における最長記録である。しかも、認可こそされたが車両幅が1,830 mmである問題は未だに解決しておらず、「頼むから1,680 mmの図を提出して一件落着にしてくれ、の悲鳴が行間からにじみでているようだ。こんな会社との交渉はもうこりごりが本音であろう」と湯口徹が評する照会文書が送られている。この問題は、同年9月3日に「1,830 mm」が誤記であったと朝倉軌道が返答したことによってようやく決着した。
このような経緯を経て、1938年（昭和13年）6月28日になって当局はようやく朝倉軌道の車両を把握する。ただし、これも完全に正確なものではなく、特に車両番号に関しては、存在しないはずの番号が記されたガソリンカーの写真が残っており、書類には記すのが楽な番号を書いていただけではないのかとも推測されている。
なお、ガソリンカー導入にあたっては、二日市駅など3駅に転車台設置の認可申請（1933年7月13日）が行なわれたが、この際、申請書に記されていた構内配線図が問題となっている。実は二日市・杷木において構内配線が当局に無許可で変更されていた（時期不明）のだが、現実の構内配線図を申請書に記してしまっていたために、これが当局に露見したのである。当局に「各駅構内平面図ハ既提出図面ト相違ス配線及構造物ヲ変更セルモノナラバ相当変更ノ手続ヲ為スコト」（各駅の構内平面図は既に提出された図面と異なる。配線または構造物を変更するなら変更の手続きをすること）と照会された朝倉軌道は、これを21か月にわたって無視したあげく、最終的には転車台の認可申請を取り下げることで追及をかわした。
ただし、転車台は実際には設置されており（本節の写真参照）、つまり無許可で設置・使用していたことになる。ここでも朝倉軌道の杜撰さは遺憾なく発揮されていた。

### 機関車
開業当初は、雨宮製作所製蒸気機関車4両と、石油発動機関車6両を有していた。蒸気機関車が客車用、石油発動機関車が貨物用であったが、1年あまりで石油発動機関車は使用されなくなった。その後は蒸気機関車が数を増やしていき、1928年（昭和3年） - 1930年（昭和5年）にかけては19両まで増加したが、以後は客車がガソリンカーに改造されることになったため減少していき、最終的には3両となっている。
1937年（昭和12年）8月30日には、自社の手作りとなるガソリン機関車2両の使用が申請された。エンジンはビュイック1927年式を使用しており、逆転機は備えていなかったが3段と4段の変速機を二重に装着することで代用としていた。最大寸法は4,930 mm×1,650 mm×2,110 mm。また、2両のうち1両には木炭ガス発生炉が付いていた（無認可）。これは、「荷物自動車ノ中古品ヲ流用シタルモノニ付詳細ナル設計図又ハ「カタログ」御座ナク候」（荷物自動車の中古品を流用したため、詳細な設計図または「カタログ」はない）と書類が完全に存在していないことに予防線を張っておいたことなどが功を奏し、朝倉軌道の認可申請としては早い時期となる1938年（昭和13年）5月26日に認可された。
なお、第二次世界大戦前の日本においてガソリン機関車を自社で手作りした会社は、北九州鉄道、十勝鉄道と朝倉軌道のみである。

### 貨車

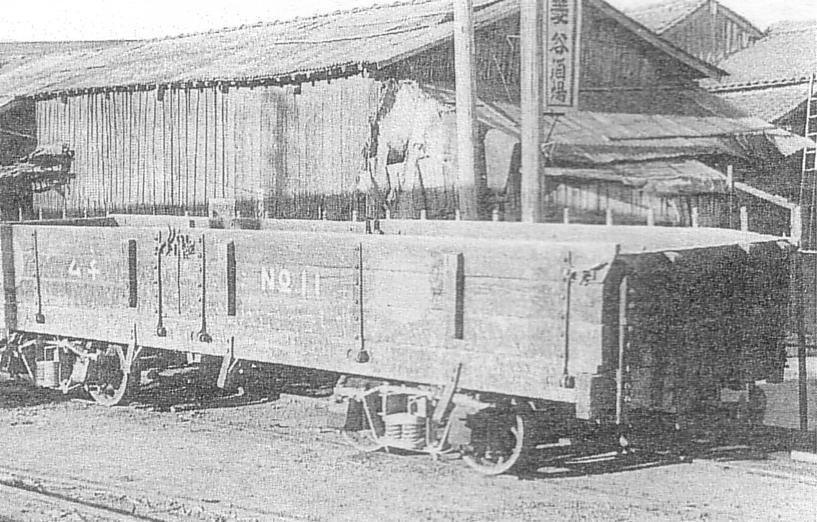
朝倉軌道ムチ11。杵屋栄二撮影

開業当初はボギー式貨車（3トン積み）4両と四輪貨車（2トン積み）4両の合計8両があった。
廃止直前の1938年（昭和13年）には、書類上ではボギー有蓋車2両・ボギー3枚側無蓋車11両・ボギー4枚側無蓋車5両・ボギー木材車4両・四輪有蓋車2両・四輪無蓋車3両が存在していたことになっているが、ガソリンカー同様に存在しないはずの番号が記載された車両が写っている写真も存在し、実際の状況の詳細は掴めていない。
なお、貨車記号は「ユ」「ム」がそれぞれ有蓋車と無蓋車を、「チ」「タ」がそれぞれ長（ボギー車）と短（二軸車）を、「ヒ」が平貨車を表していた。

## 朝倉軌道（本線）

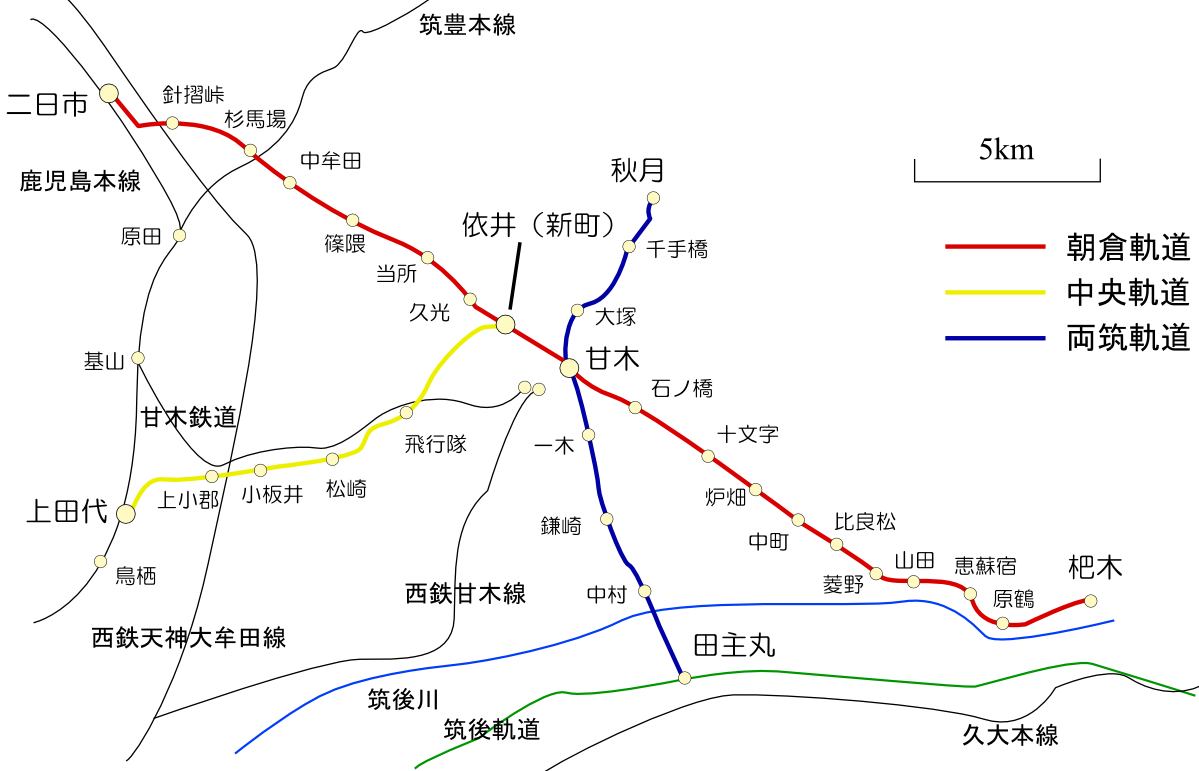
甘木周辺の鉄道概略図。黒線は現存する鉄道路線

### 路線データ
- 路線距離（営業キロ）：32.2 km
- 軌間：914 mm
- 複線区間：なし（全線単線）
- 電化区間：なし（全線非電化）

### 駅一覧（休止時）

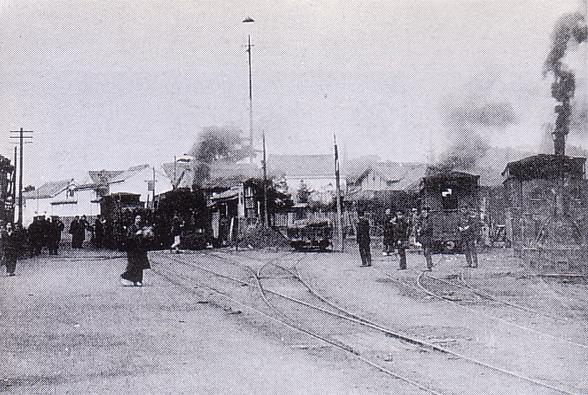
甘木駅の様子。左側が朝倉軌道、右側が両筑軌道である。

二日市 - 朝倉街道 - 針摺峠 - 柴田川 - 杉馬場 - 中牟田 - 石櫃 - 篠隈 - 長者町 - 当所 - 栗田 - 久光 - 依井 - 甘木川 - 甘木 - 石ノ橋 - 地蔵茶屋 - 一里塚 - 筑前十文字 - 櫨畑 - 中町 - 久保鳥 - 比良松 - 古毛 - 菱野 - 山田 - 恵蘇宿 - 志波 - 高山 - 原鶴 - 久喜宮 - 杷木（志波、高山、原鶴の3駅に関しては正確な廃止時期が不明であり、休止時以前に正式廃止されていた可能性もある）
二日市で鹿児島本線と、朝倉街道で九州鉄道（現・西鉄天神大牟田線）、依井で中央軌道、甘木で両筑軌道とそれぞれ連絡していた。なお、甘木は国鉄（現在の甘木鉄道甘木線および三井電気軌道（現在の西鉄甘木線）の甘木駅と異なり朝倉街道上に存在しており、現在、西鉄バス二日市の甘木バスセンターが設置されている場所にあった。また、終点の杷木駅も現在、西鉄バス二日市および日田バスの杷木発着所が設置されている場所にあった。
また、各駅において駅舎は基本的に建てられておらず、車庫などを除けばバス停の標識程度の建造物さえ存在しなかった。このため、切符は車内で車掌より購入することになっていた。

### 運行形態
二日市 - 杷木の全通当初は、法定速度が13 km/hであったこともあり、二日市 - 杷木間の所要時間が150分、二日市 - 甘木間の所要時間が75分であった。その後、1931年（昭和6年）10月1日改正のダイヤでは、二日市発杷木行が6時20分発から20時20分発まで2時間おきに8往復、二日市発比良松行が7時10分発から19時10分発まで2時間おきに7往復運行されていた。所要時間は二日市 - 杷木が145分、二日市 - 甘木が70分であった。
旅客輸送が全てガソリンカーに置き換えられたとみられている1934年（昭和9年）6月1日改正時では、二日市発杷木行が6時20分発から20時20分発まで1時間おきに15往復、二日市発甘木行が6時50分発から18時50分発まで1時間おきに13往復運行されていた。所要時間は二日市 - 杷木が120分、二日市 - 甘木が55分。
廃止直前になると、二日市発杷木行が6時発から19時発まで7往復、二日市発甘木行が6時30分発から18時発まで11往復、二日市発比良松行が1往復、それぞれ運行されていた。所要時間は二日市 - 杷木が115分に短縮されている。

## 代替交通とその後

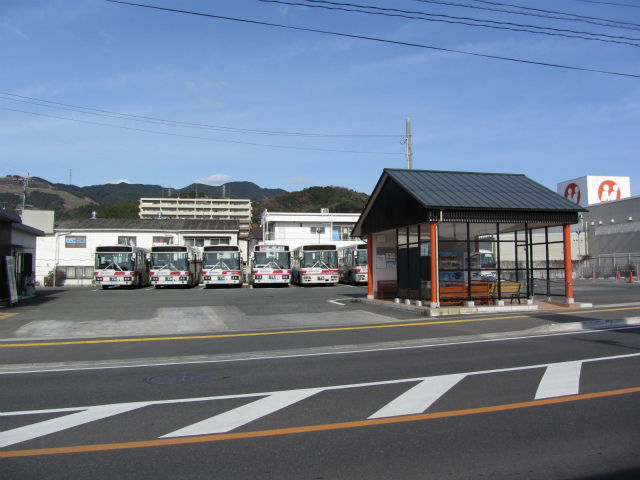
杷木発着所（2012年）
朝倉軌道の杷木駅と同じ場所にあり、路線の後身である甘木幹線の終点である。

沿革の項目にもあるように、廃止以前から並行区間にバス路線が存在しており、1943年（昭和18年）当時は九州乗合自動車、東福岡交通が廃線跡にほぼ並行して路線を運行していた。
それらの2社が同年7月10日に西日本鉄道に統合された後は、行先番号40番・甘木幹線（JR二日市-朝倉街道-篠隈-甘木-比良松-杷木）が引き継ぎ、停留所名も杷木発着所をはじめ、かつての駅名と同じものが多数現存している。
また、朝倉軌道が出願するも却下された博多延伸であるが、西日本鉄道により福岡南バイパス・福岡都市高速経由で博多駅 - 甘木を結ぶバス（行先番号400番）が運行されている。